# 牧島のカブトガニとホタルを育てる会
牧島のカブトガニとホタルを育てる会（まきしまのカブトガニとホタルをそだてるかい）は2006年（平成18年）に設立された伊万里市にあるNPO団体。カブトガニの保護活動を行っている。

## 設立の背景

### 伊万里湾のカブトガニの減少
カブトガニはかつて、瀬戸内海のほぼ全域と九州北岸一帯に生息していたが、工業化による干潟の減少や海水汚染などによって、その数は減り続け、絶滅の危機に瀕していると言える。
伊万里湾のもっとも奥にある伊万里港は、30年ほど前までは漁業が盛んであり、その頃はカブトガニも多数生息し、魚網が切られたり、痛むということでやっかいものの存在であった。
しかし、昭和30年代の終わりごろには相次ぐ炭鉱の閉山とそれに伴う企業誘致が活発になり、伊万里港周辺に木材関連企業が進出するなど、次第に工業港へと変わってきた。約10年後の1972年（昭和47年）には、伊万里市の北部地区にあたる黒川町七ツ島に造船会社の誘致が決まり、造成工事が始まった。この誘致によって伊万里湾の一部を残し、伊万里市内の湾岸部から漁業権は全て消滅した。その後も市西部地区の山代町に工業団地の造成や黒川町に人口海浜が整備されることになり、伊万里湾のカブトガニの生息地域はせばまることになった。

### カブトガニ保護活動への動き
佐賀県立伊万里高等学校生物部が、1962年（昭和37年）から本格的に伊万里湾に生息するカブトガニを研究のテーマにとりあげ活動を開始し、次第に市民や地域の関心を呼ぶようになった。
その後、1978年（昭和53年）に「日本カブトガニを守る会」が結成され、これを契機に、翌1988年に「伊万里市カブトガニを守る会」が発足し、産卵地の多々良海岸の清掃など、保護活動が始まった。

### 地域一体の保護活動団体
カブトガニの保護活動をさらに確立していくためには、地域が一体となってさらに保護活動を進めていく必要があった。さらに、牧島地区ではカブトガニの他、木須川にホタルが生息し幻想的な光景を見ることができた。このホタルとカブトガニを後世まで守りたいという地元住民の願いから、2006年（平成18年）、地域住民を中心とする234名により設立された。

### その後
2009年（平成21年）7月に、伊万里市からの補助金を活用した「伊万里湾カブトガニの館」を開館し、カブトガニの飼育、展示を行っている。

## 活動内容
- 4月～3月：カブトガニの館管理運営
- 4月～5月：木須川及び憩いの広場の清掃活動（ホタル繁殖地）
- 5月～6月：ホタル観賞会
- 6月～7月：多々良海岸の清掃（伊万里カブトガニを守る会・伊万里市教育委員会と協同
- 7月：カブトガニの産卵を観る会（伊万里カブトガニを守る会・伊万里市教育委員会と協同）
- 7月：カブトガニの産卵を観る夕べの会
- 7月：竹灯篭祭り
- 8月～9月：カブトガニの孵化・幼生観察会（伊万里カブトガニを守る会・伊万里市教育委員会と協同）